# Mighty No. 9
Mighty No. 9 (マイティーナンバーナイン?, Maitī Nanbā Nain) è un videogioco a piattaforme sviluppato da Comcept e Inti Creates e pubblicato da Deep Silver. Prodotto da Keiji Inafune e sviluppato dagli stessi creatori della serie Mega Man, il videogioco è stato finanziato tramite crowdfunding su Kickstarter. In Giappone il titolo è distribuito da Spike Chunsoft.

## Sviluppo
La campagna Mighty No. 9, lanciata in seguito alla cancellazione di Mega Man Legends 3 per Nintendo 3DS, si proponeva di creare un videogioco distribuito digitalmente per PC basato su Mega Man. Avviata il 31 agosto 2013, in due giorni la campagna ha raggiunto l'obiettivo prefissato di 900.000 dollari. Nell'ottobre 2013 il progetto ha raccolto oltre 4 milioni di dollari, permettendo lo sviluppo della conversione per numerose piattaforme, sebbene abbia ritardato il lancio del titolo. Previsto inizialmente per l'aprile 2015, il lancio del gioco è prima slittato a febbraio 2016 e in seguito rimandato alla primavera 2016. Nel maggio 2016 Keiji Inafune ufficializza le date del 21 giugno 2016 per i mercati asiatici e nordamericani, mentre il 24 giugno per il resto del mondo, annunciando un ulteriore ritardo per le versioni Vita e 3DS.
Il videogioco ha inoltre portato all'annuncio di una serie animata, prodotta da Digital Frontier e non finanziata dai proventi della campagna.

## Accoglienza
In seguito al lancio numerose recensioni hanno confrontato Mighty No. 9 con la serie Mega Man, criticandone alcuni aspetti tra cui la grafica e l'assenza di originalità nella creazione dei livelli, considerandolo addirittura un clone malriuscito dei titoli pubblicati per NES e SNES.